# Gremzdy Polskie
Gremzdy Polskie – wieś w Polsce położona w województwie podlaskim, w powiecie sejneńskim, w gminie Krasnopol. Leży nad jeziorem Gremzdy.
W latach 1975–1998 miejscowość administracyjnie należała do województwa suwalskiego.